# Federació de Dependents de Catalunya
La Federació de Dependents de Catalunya fou una agrupació sindical promoguda pel CADCI i fundada a Barcelona el 16 de gener de 1921. Pretenia aglutinar les diferents agrupacions de dependents de Catalunya.
En la primera assemblea hi van participar els Centres de Dependents de Lleida, Manresa, Mataró, Reus, Sabadell, Tarragona, Terrassa, Valls, Vic, la Unió Ultramarina i la Lliga de Corredors de Barcelona, també tingué l'adhesió de la Unió de Dependents de Figueres. En fou elegit president Francesc Xavier Casals i Vidal del CADCI i formaven el Comitè Executiu Ignasi Mestres de Sabadell, Josep Llop de Reus, Josep Xuclà de Barcelona, Vicens Vilarasau de Manresa, Francesc Vives de Barcelona i Ramon Marsà de Terrassa.
Les principals reivindicacions de la Federació foren la jornada de 8 hores, no treballar els diumenges i acabar amb l'internat dels dependents del comerç. Després de la constitució celebrà un primer congrés a Reus del 24 a 25 de setembre de 1921 on les ponències presentades apostaven pel sindicalisme reformista. Del 28 al 29 d'octubre de 1922 celebrà el segon congrés a Manresa, on va ser elegit president Josep Ricart i Sala del CADCI. En aquesta assemblea es rebutjà una proposta d'ingrés a la Federación Nacional de Dependientes. Els dies 8 i 9 de setembre de 1923 la Federació celebra una tercera assemblea general a Terrassa. El 1925 se celebra a Lleida una quarta assemblea on es decidiria l'ingrés a la Federació Internacional d'Empleats i Tècnics de la Internacional Sindical d'Amsterdam.